# Křížová cesta (Lobendava)
Křížová cesta u Lobendavy ve Šluknovském výběžku navazuje na kapli svaté Anny na Anenském vrchu (německy Annaberg, 420 m n. m.), který se nachází přibližně 800 metrů východně od centra obce. Zastavení křížové cesty pochází z let 1829–1834.

## Historie

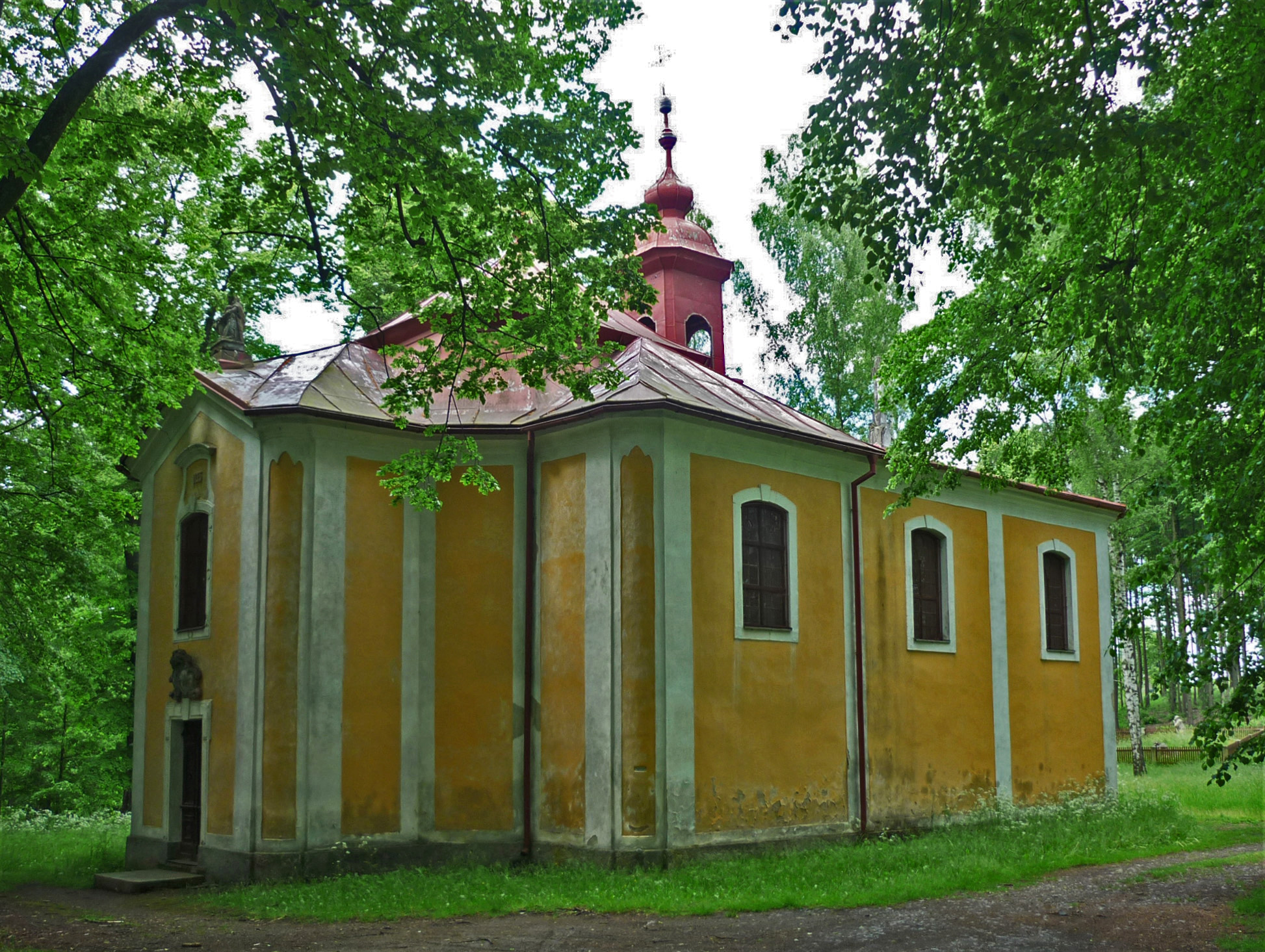
Kaple svaté Anny v Lobendavě na Annenském vrchu

Křížová cesta byla vybudována jako sedmá z celkem čtrnácti venkovních křížových cest ve Šluknovském výběžku. Doplnila poutní kapli svaté Anny, která byla postavena v letech 1775–1776 za podpory majitele panství starohraběte Jana Františka Václava Salm-Reifferscheidta a jeho matky Karoliny z Dietrichsteinu.
Třináct pozdně barokních výklenkových kaplí z let 1829–1834 tvoří tvar podkovy. Čtrnácté zastavení má podobu samostatně stojící kaple Božího hrobu. Poutní areál byl rozšířen roku 1840 o Getsemanskou zahradu se sochami spících apoštolů, anděla a Krista. Jižně od křížové cesty stojí kaple svaté Anny. Ke zdejším zajímavostem patřil pramen zázračné vody. Pozůstatky studánky jsou mezi skupinou lip při hlavní silnici do Lipové. K první poválečné opravě staveb došlo roku 1989 zásluhou kněze Františka Opletala. Prozatím poslední rekonstrukcí prošla křížová cesta v létě 2017. Výklenkové kaple restauroval Martin Wagner, autorem obrazů a kovových částí je Karel Holub. Opravenou křížovou cestu požehnal 2. září 2017 biskup litoměřické diecéze Jan Baxant.
Kaple svaté Anny spolu s celým areálem křížové cesty jsou nemovitou Kulturní památkou České republiky. V postní době před Velikonocemi zde probíhají pobožnosti křížové cesty. Každoročně se na svátek svaté Anny (26. července) koná tradiční pouť.

## Getsemanská zahrada
Zásluhou lobendavského farníka Josefa Hentschela byla mezi kaplí svaté Anny a křížovou cestou roku 1840 založena Getsemanská zahrada. Její součástí je pět soch, jejichž autorem byl renomovaný drážďanský sochař Franz Pettrich (1770–1844). V pozadí stojí proti sobě anděl držící kalich a klečící Ježíš Kristus, sochy v popředí znázorňují spící apoštoly: svatého Petra, svatého Jakuba a svatého Jana Evangelistu. Roku 2015 zorganizoval lobendavský kronikář Ing. František Hudousek veřejnou sbírku na opravu silně poškozených soch. Z výtěžku sbírky a za přispění obecního úřadu byly všechny sochy v letech 2016–2017 restaurovány.

## Okolí

### Vrch Jáchym u Lobendavy
Nejmladší křížová cesta Šluknovska byla postavena na vrcholu kopce Jáchym (Joachimsberg). Vznikla roku 1914 okolo kaple svatého Jáchyma. Kaple pochází z 2. poloviny 18. století a obnovena byla po požáru v roce 1914. Cestu tvořilo 13 sloupků zastavení v historizujícím slohu, kaple Božího hrobu a kaple neznámého určení. Patnáctý sloupek zastavení obsahoval neznámý výjev. K devastaci křížové cesty došlo asi v 60. letech 20. století.
Na úpatí vrchu Jáchym stávalo ojedinělé místo meditace. Sedm zastavení zobrazovalo Sedm bolestí Panny Marie (např. Panna Maria utíká s Ježíškem do Egypta a Panna Maria je přítomna ukřižování a smrti Ježíše). Zastavení měla patrně podobu obrazů malovaných na dřevě a připevněných na sloupky. Dochovala se jen torza sedmi žulových laviček.

## Galerie

Areál křížové cesty na Anenském vrchu
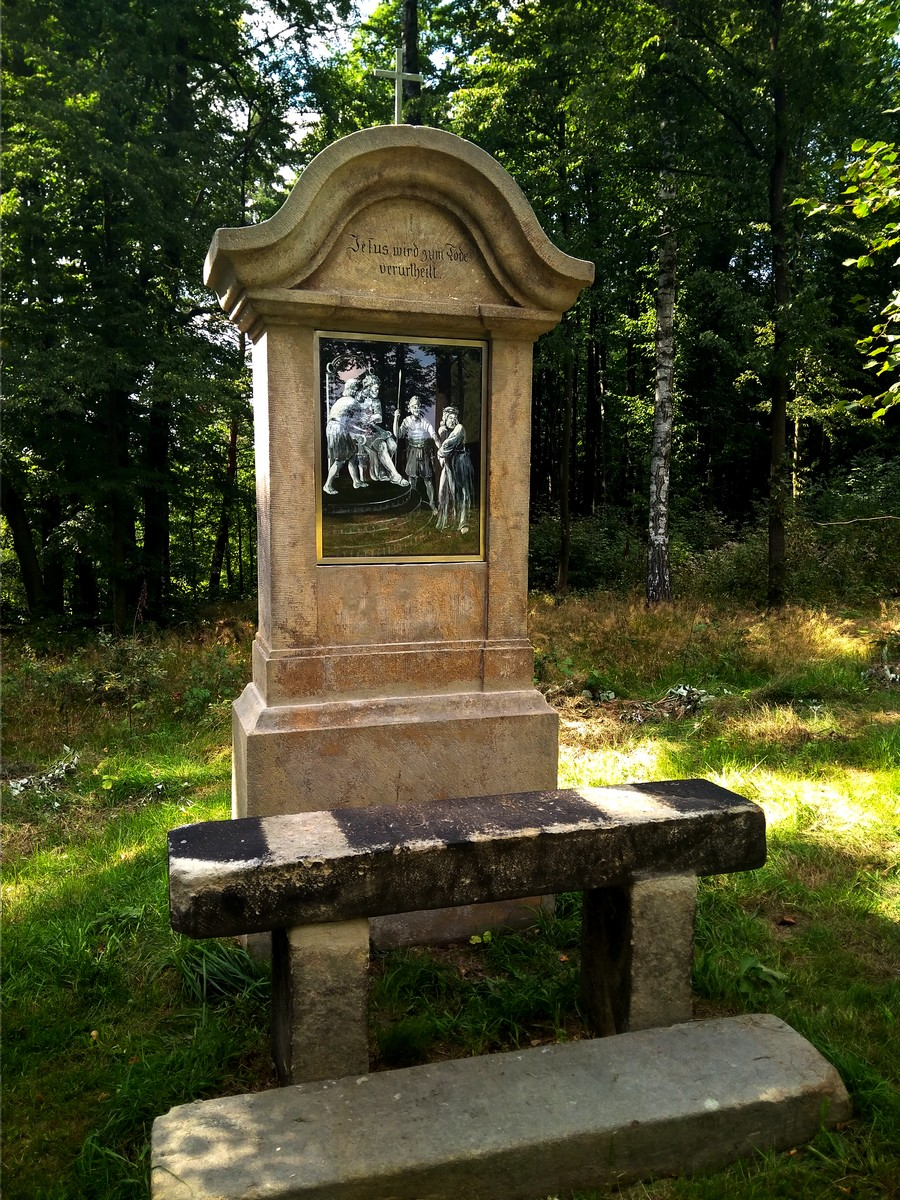
První zastavení
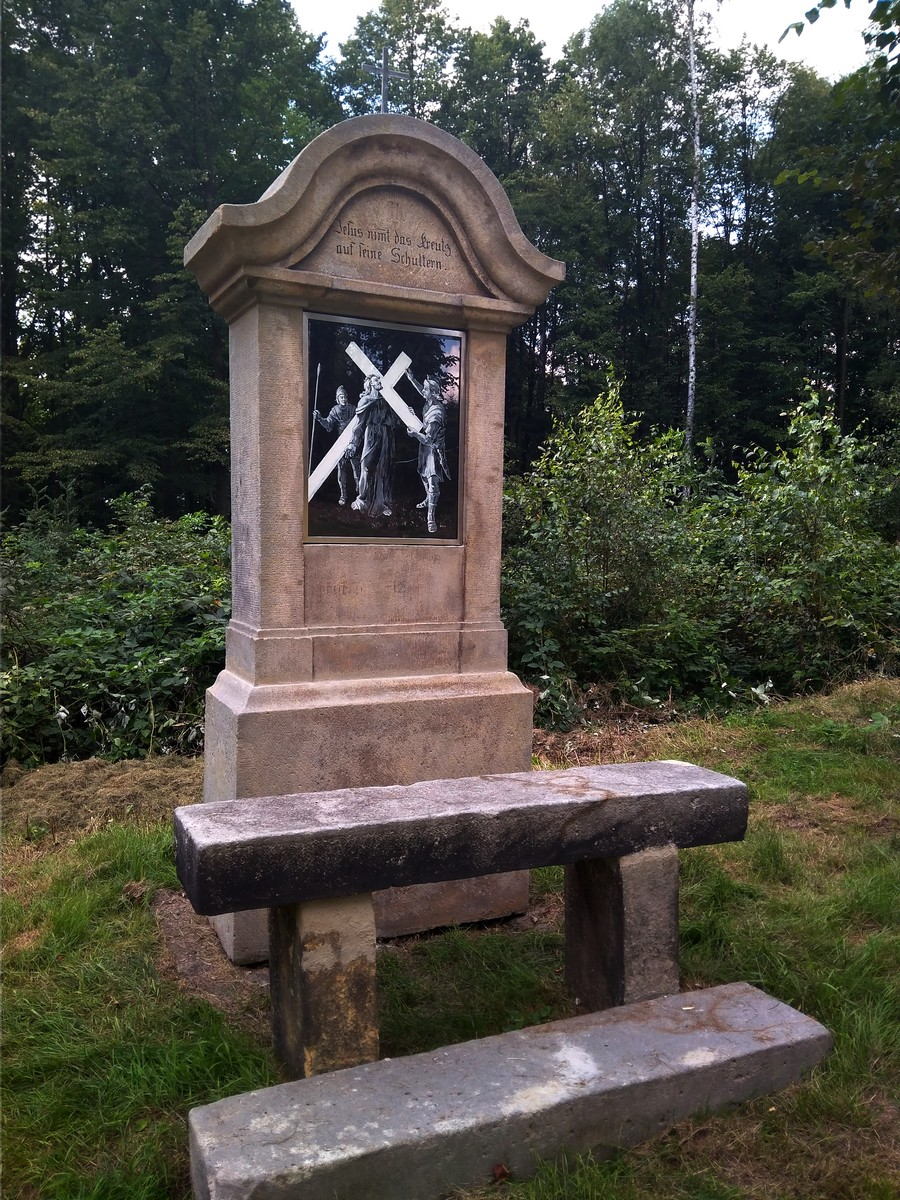
Druhé zastavení
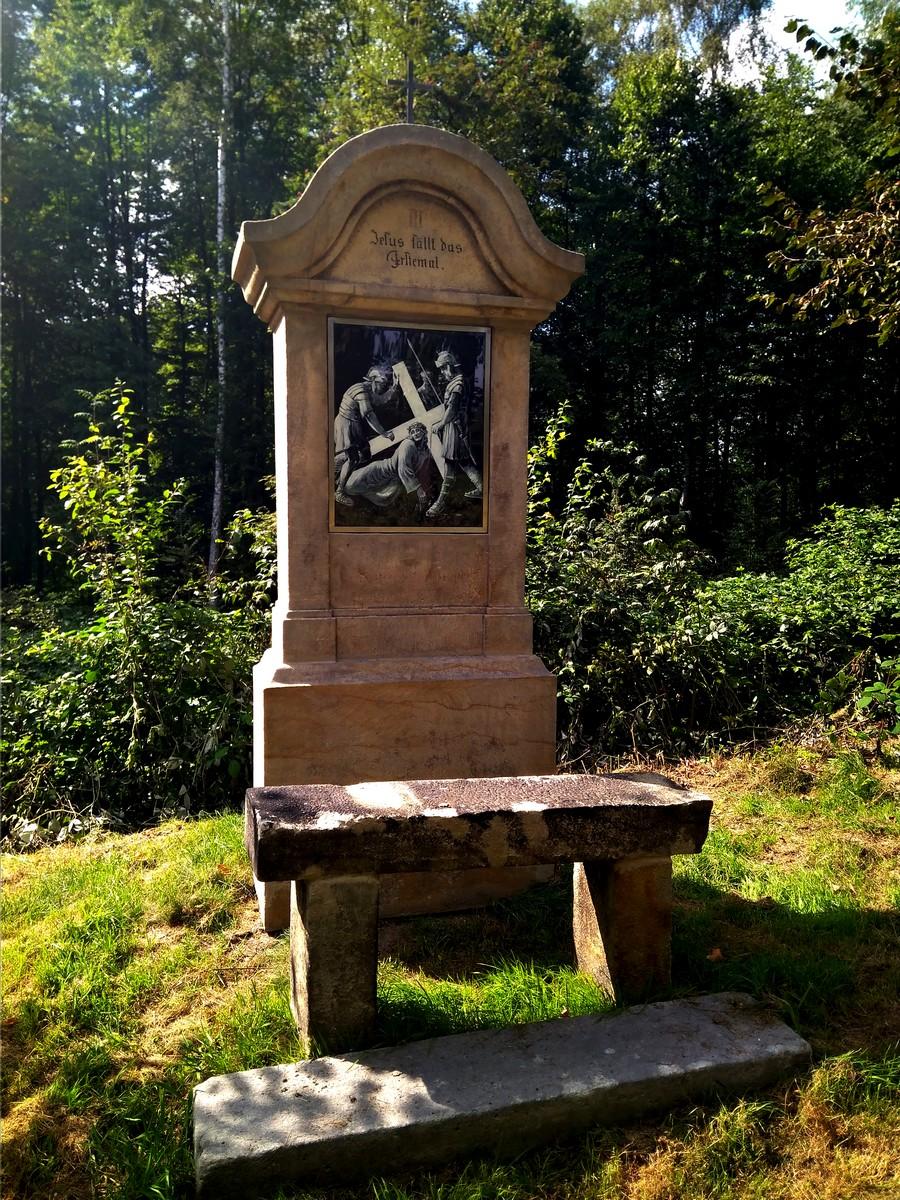
Třetí zastavení
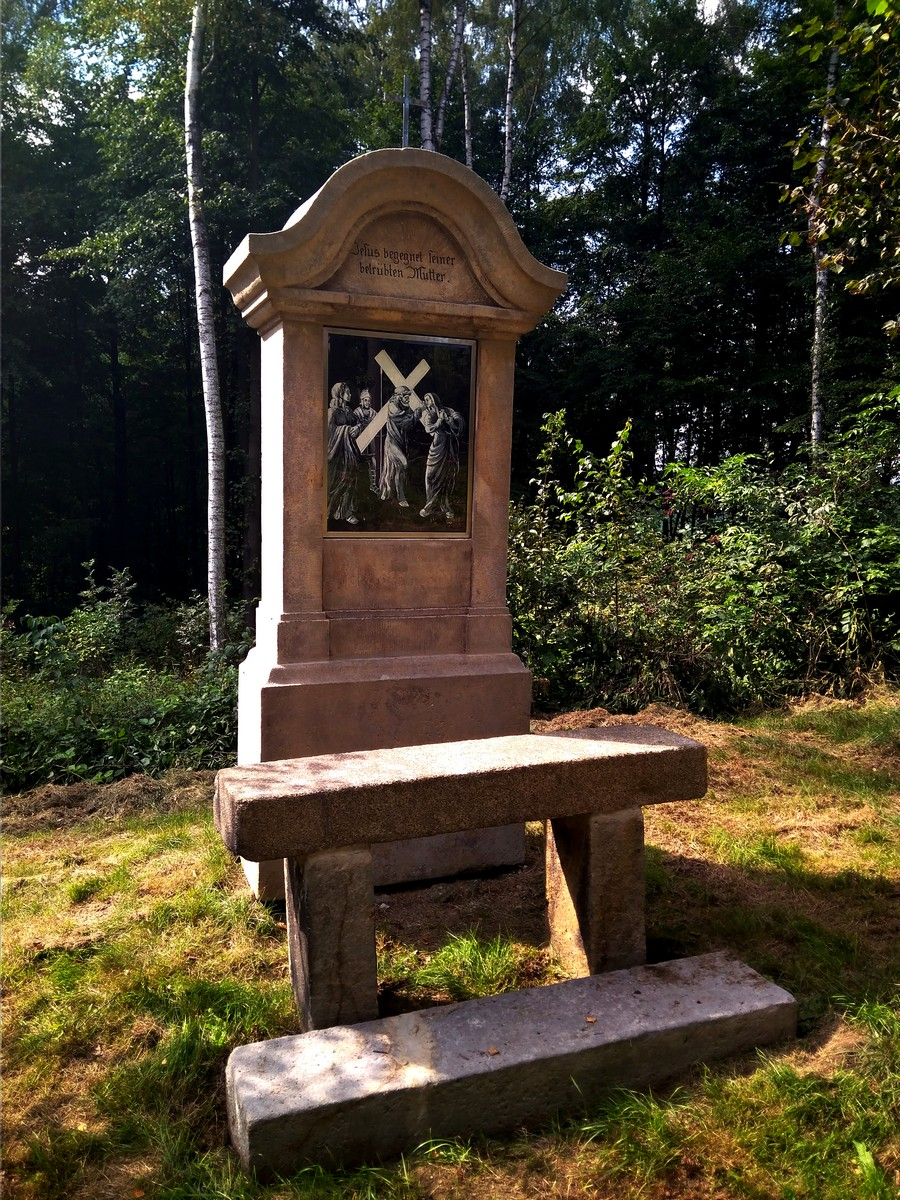
Čtvrté zastavení
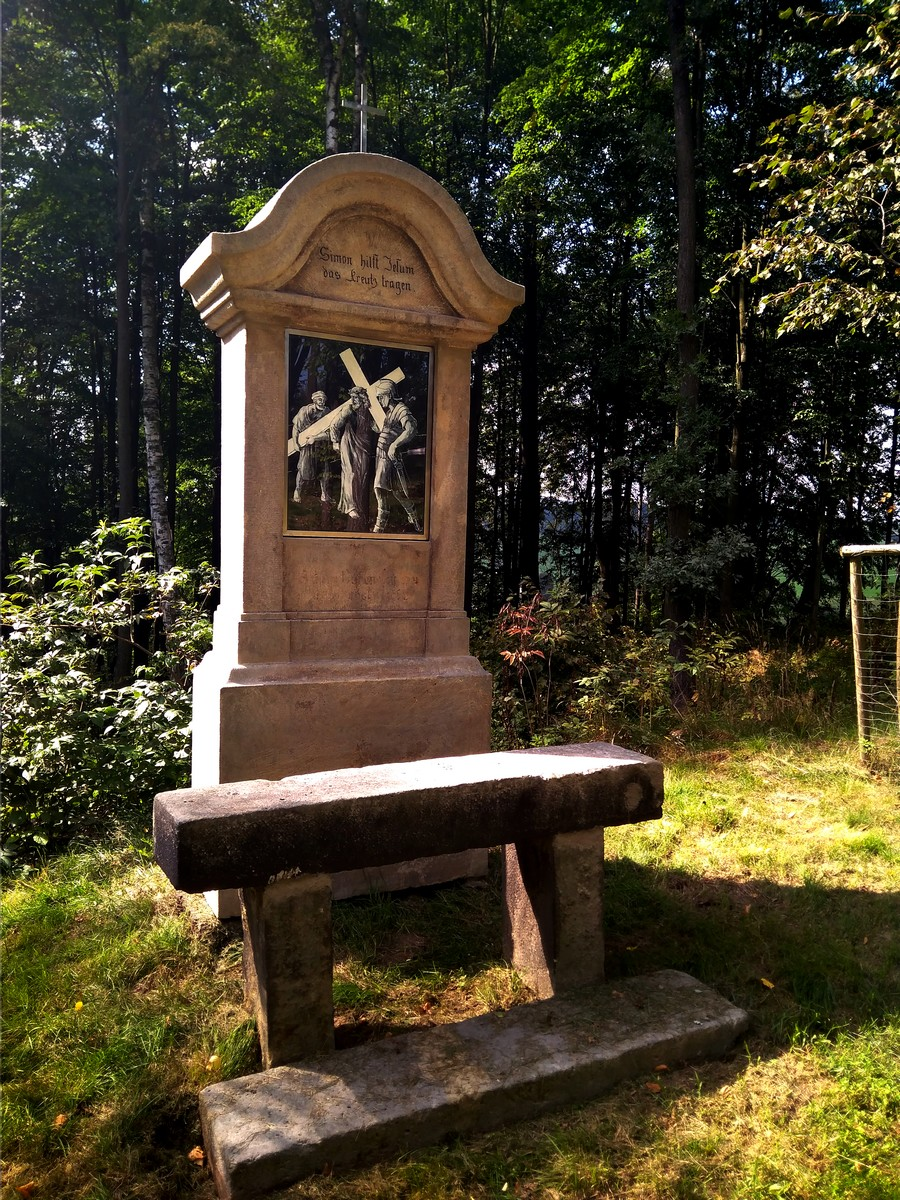
Páté zastavení
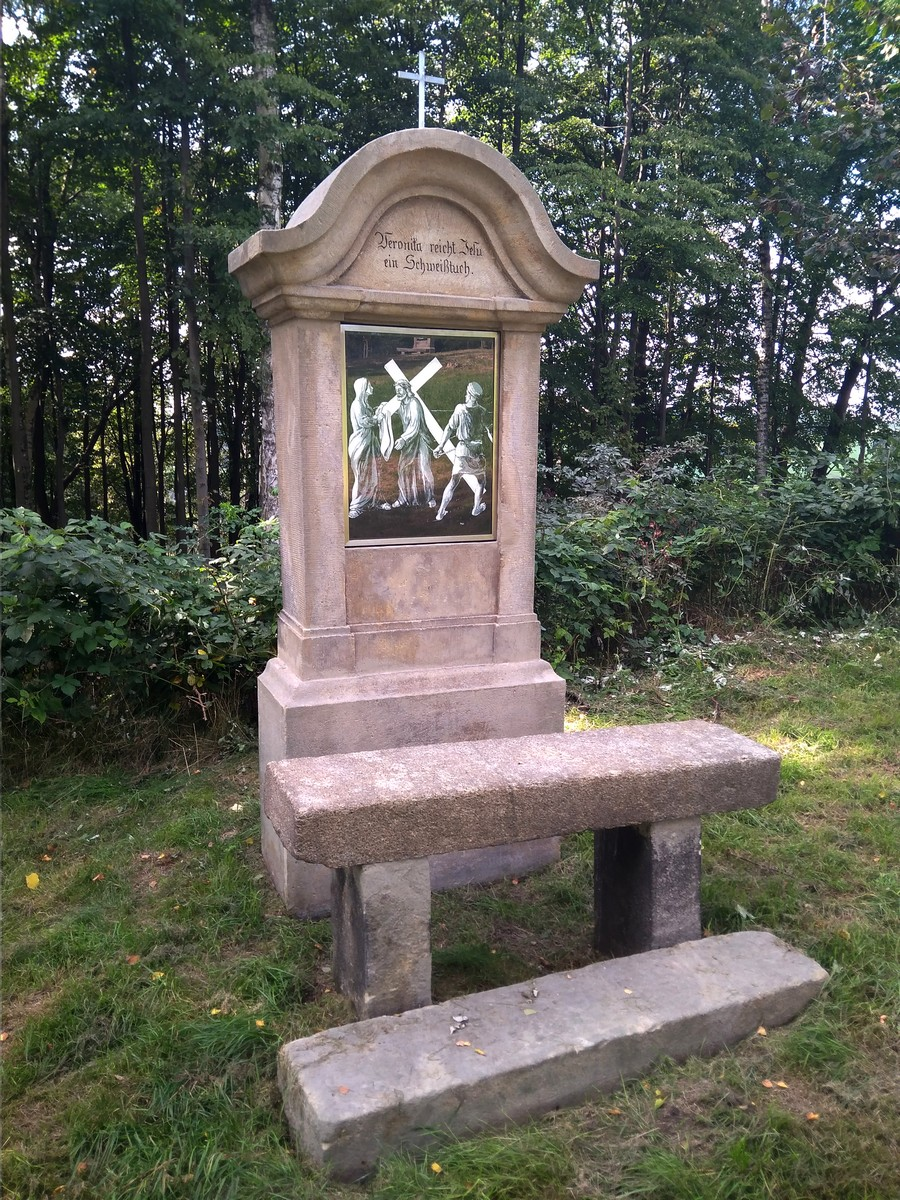
Šesté zastavení
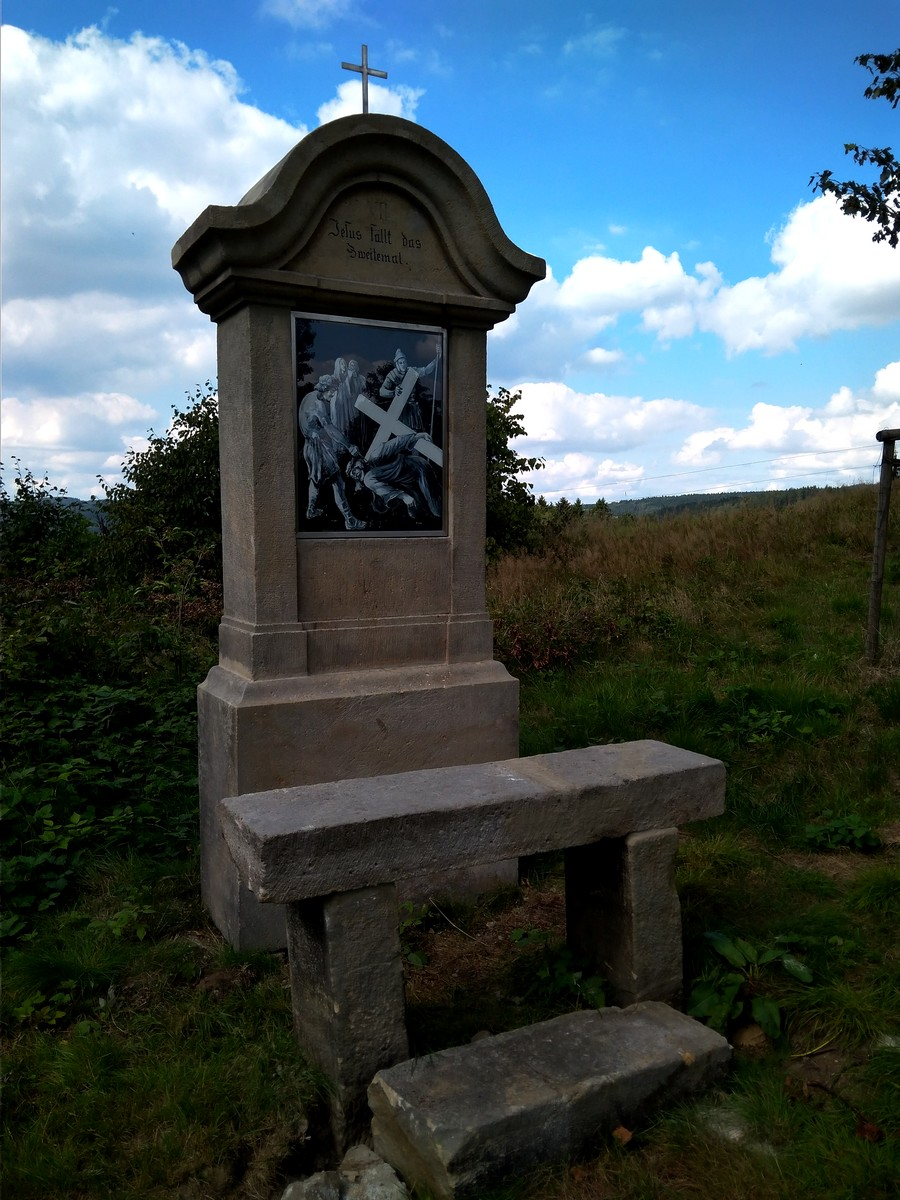
Sedmé zastavení
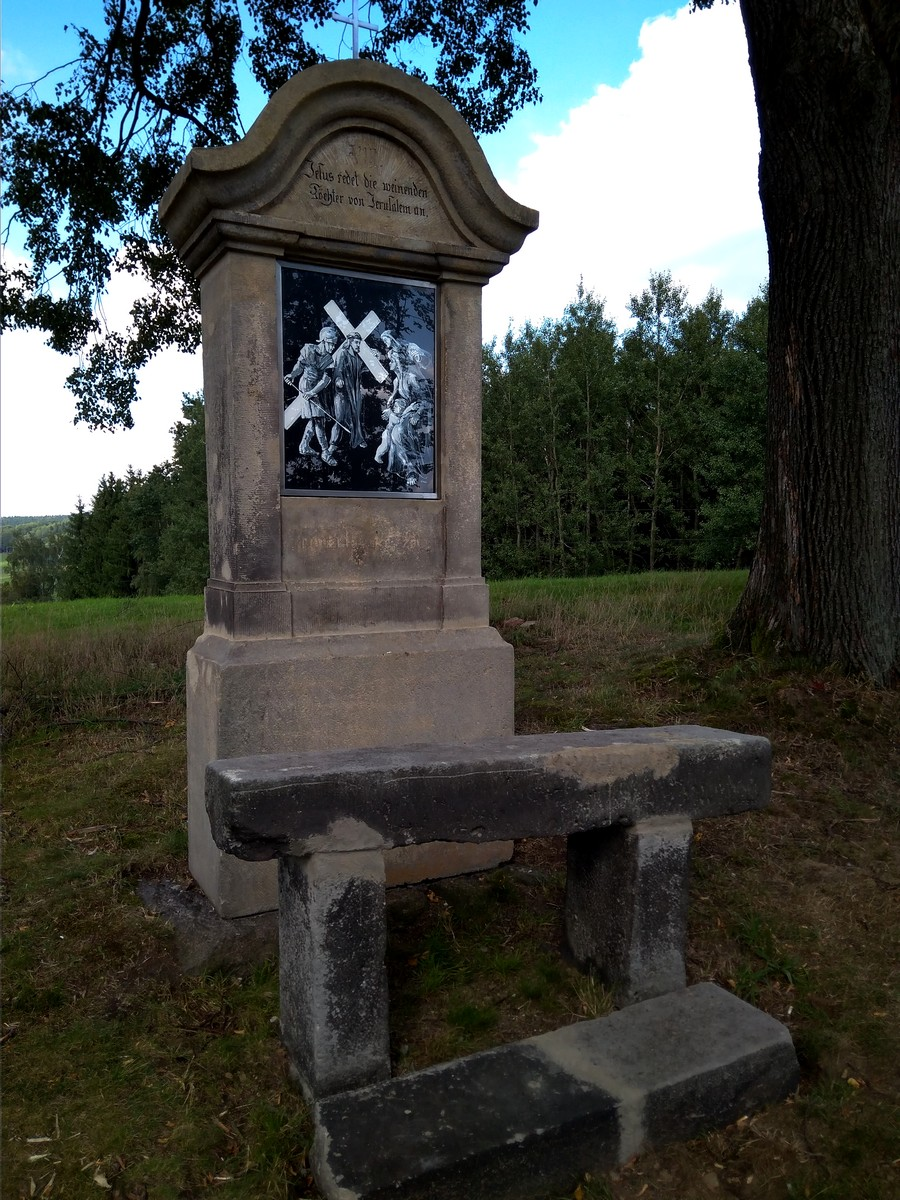
Osmé zastavení
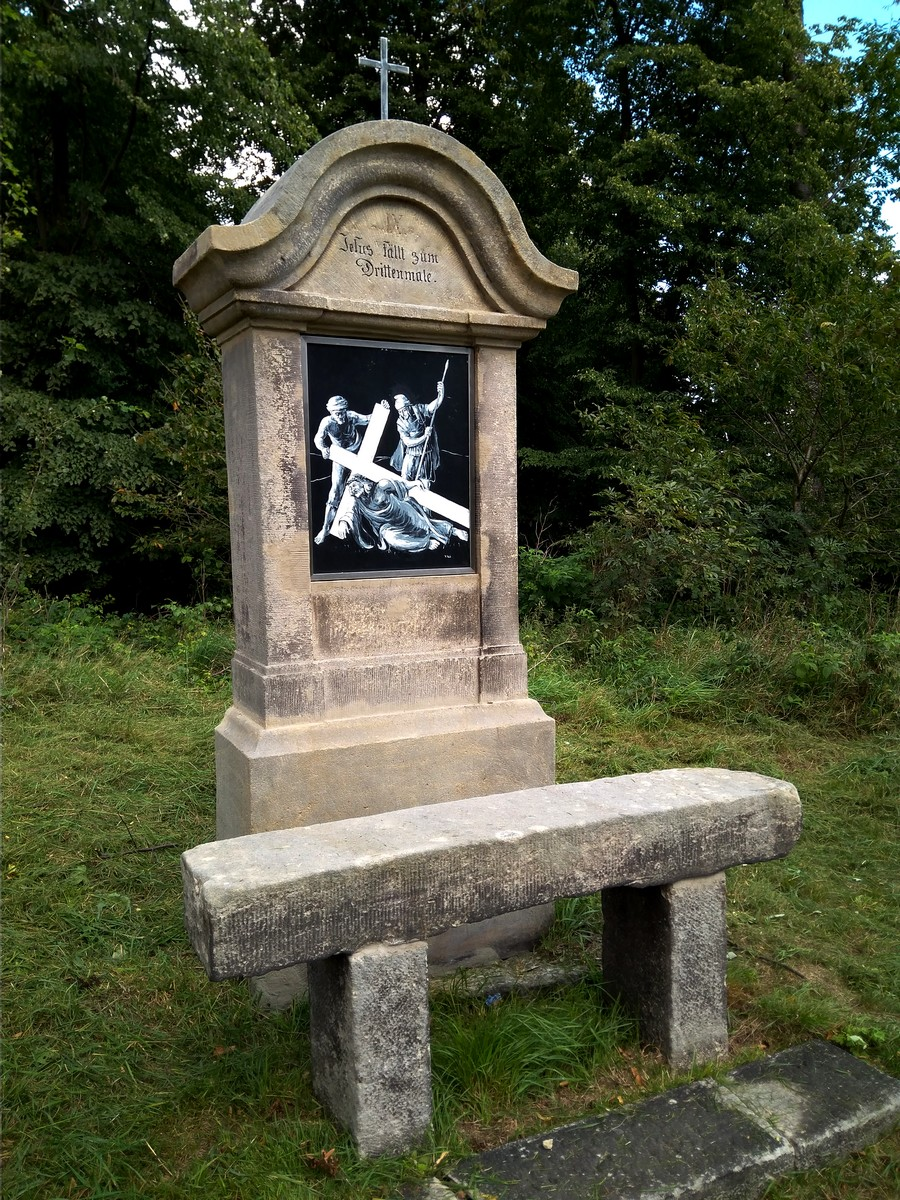
Deváté zastavení
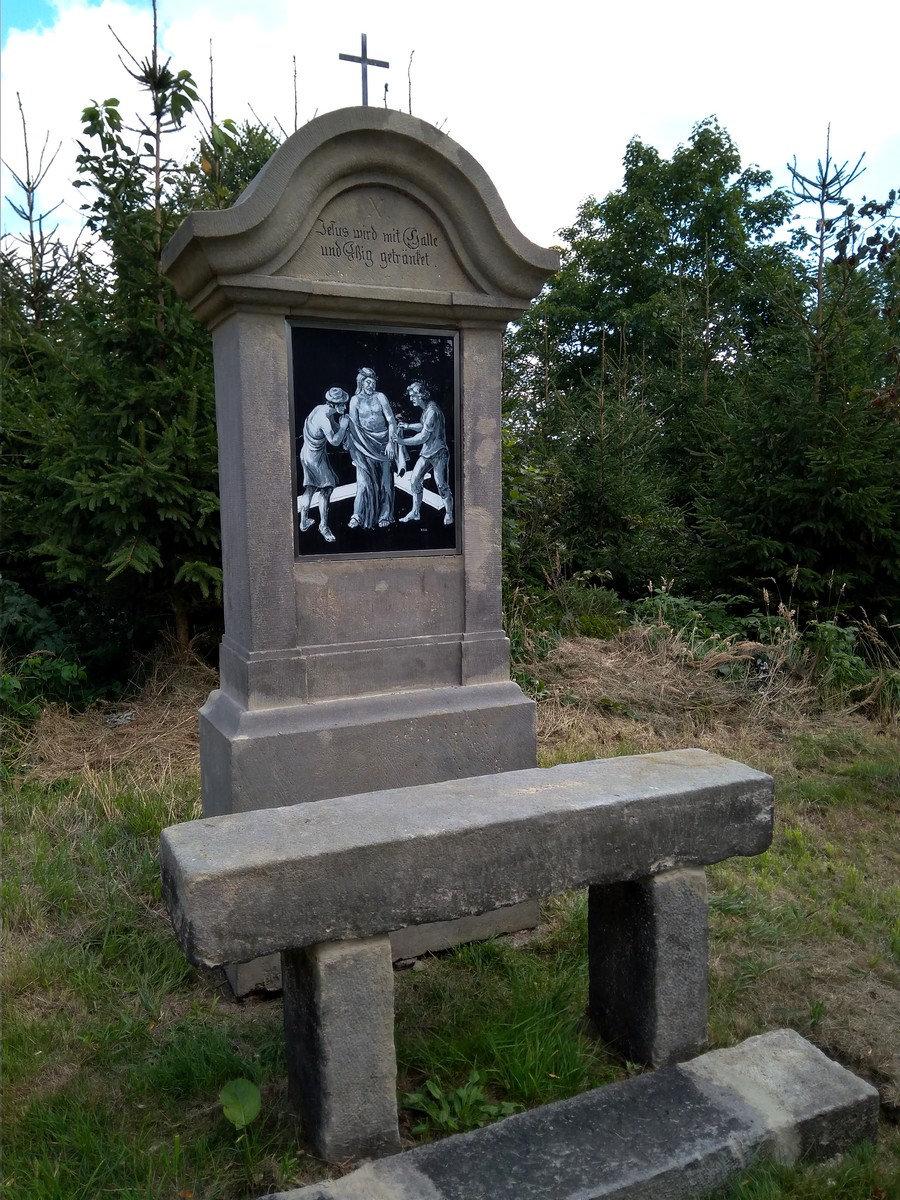
Desáté zastavení
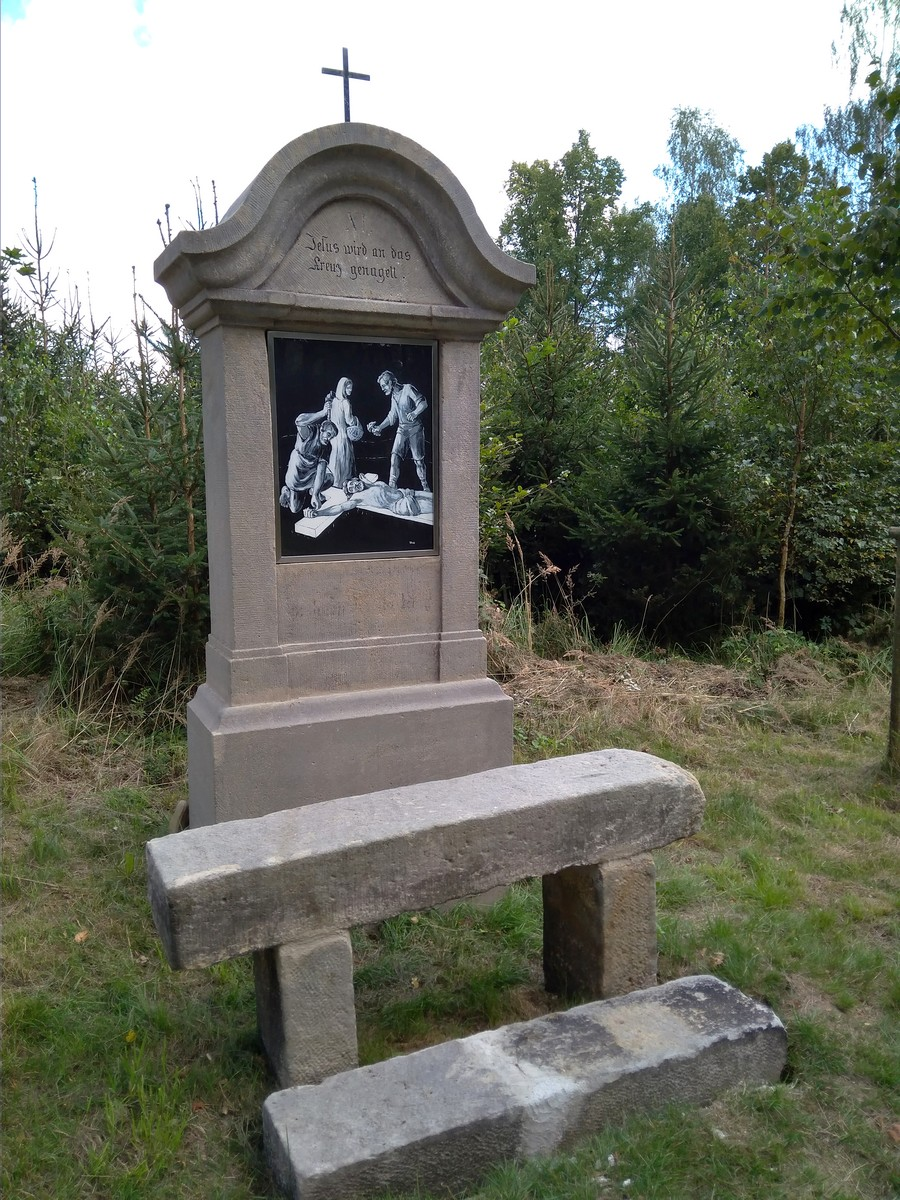
Jedenácté zastavení
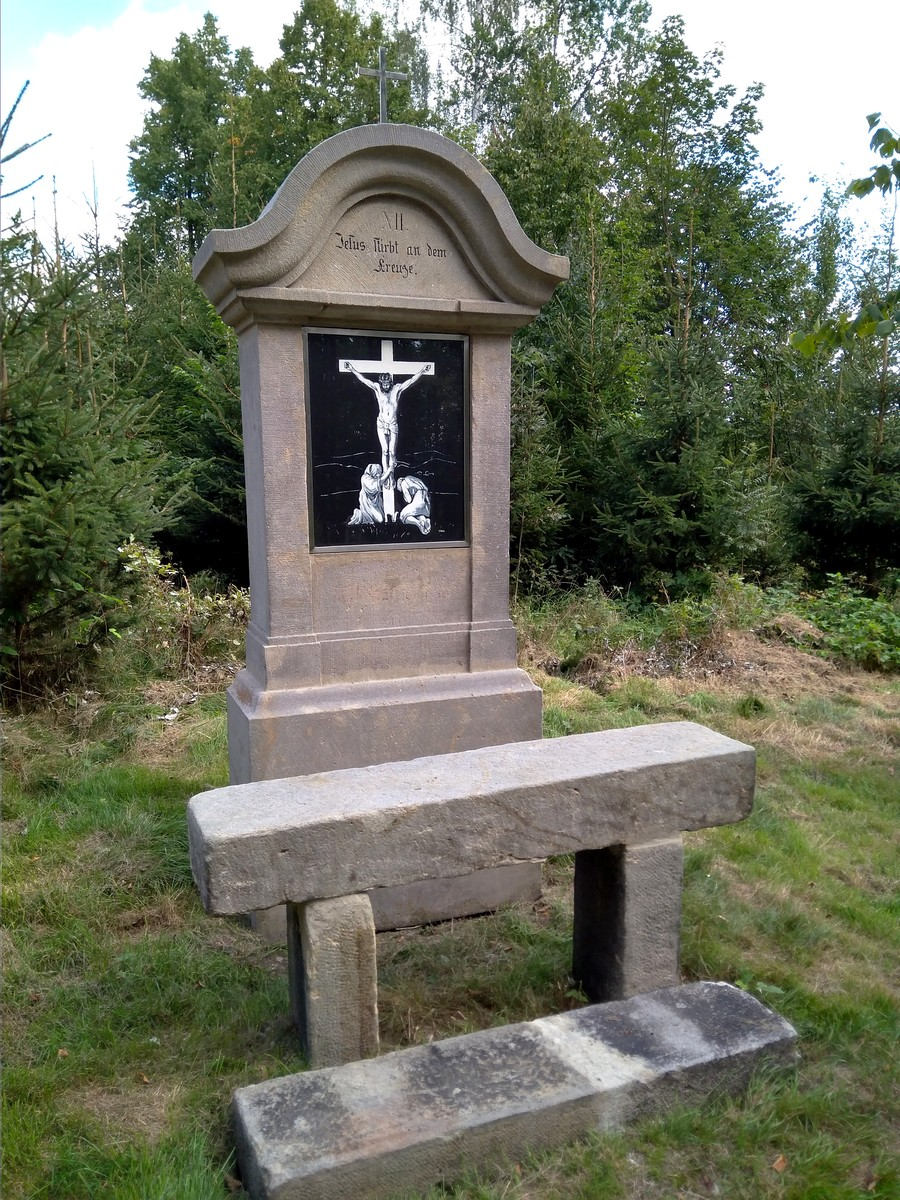
Dvanácté zastavení
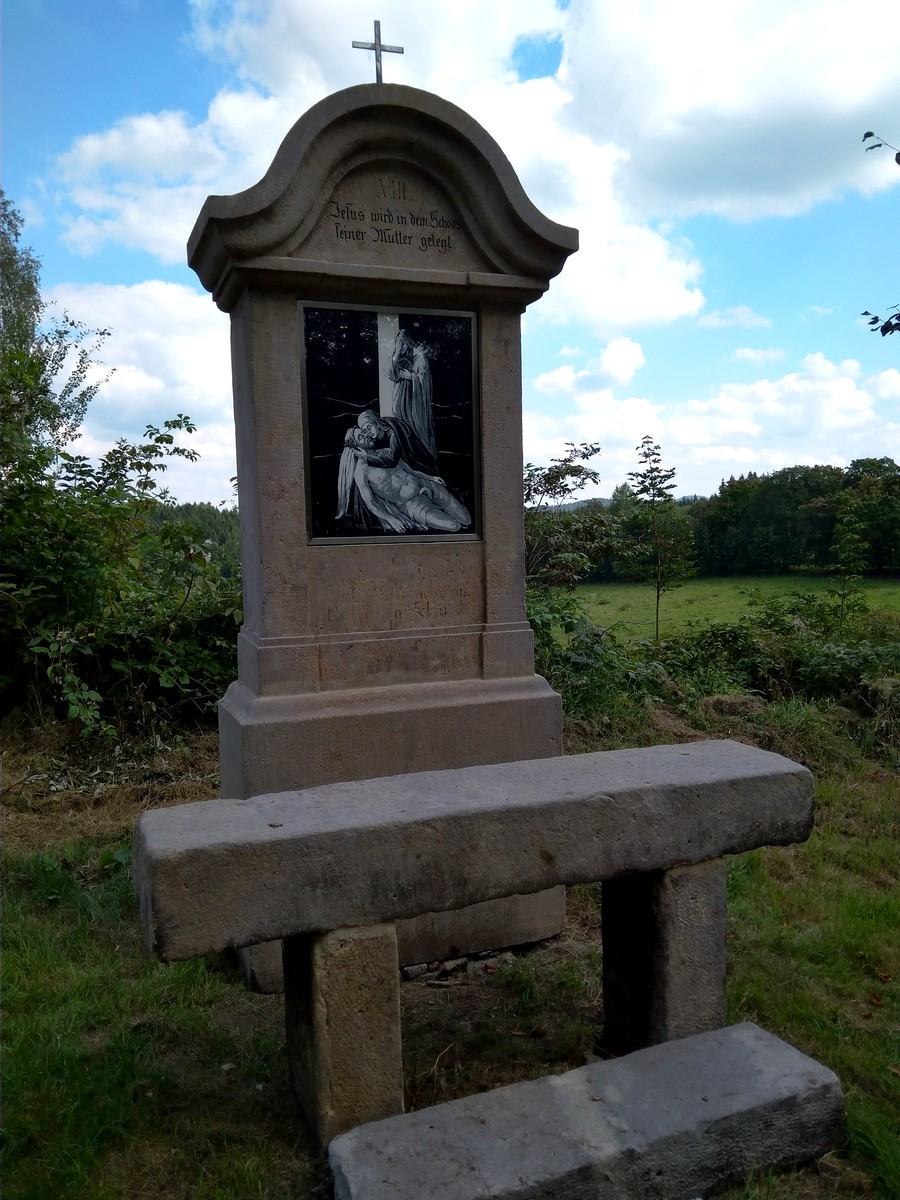
Třinácté zastavení
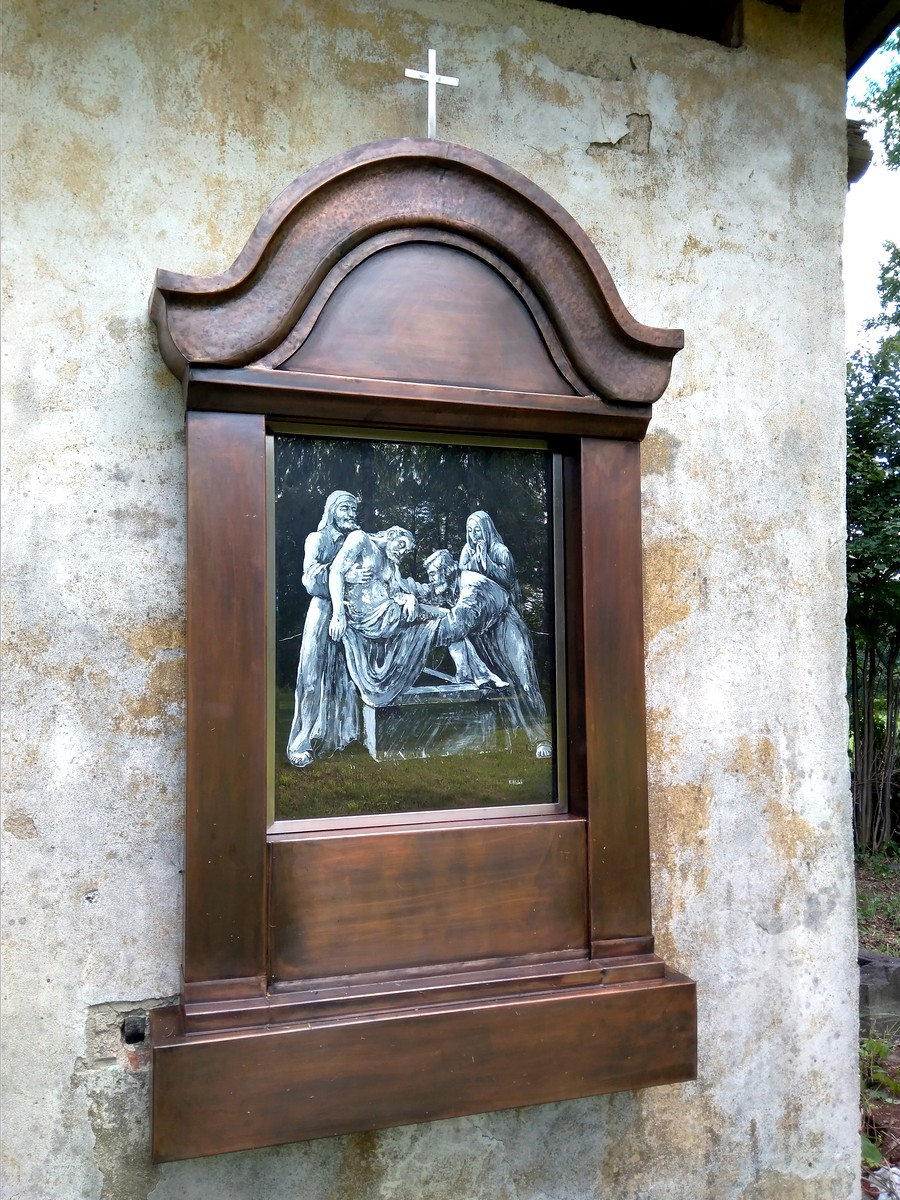
Čtrnácté zastavení
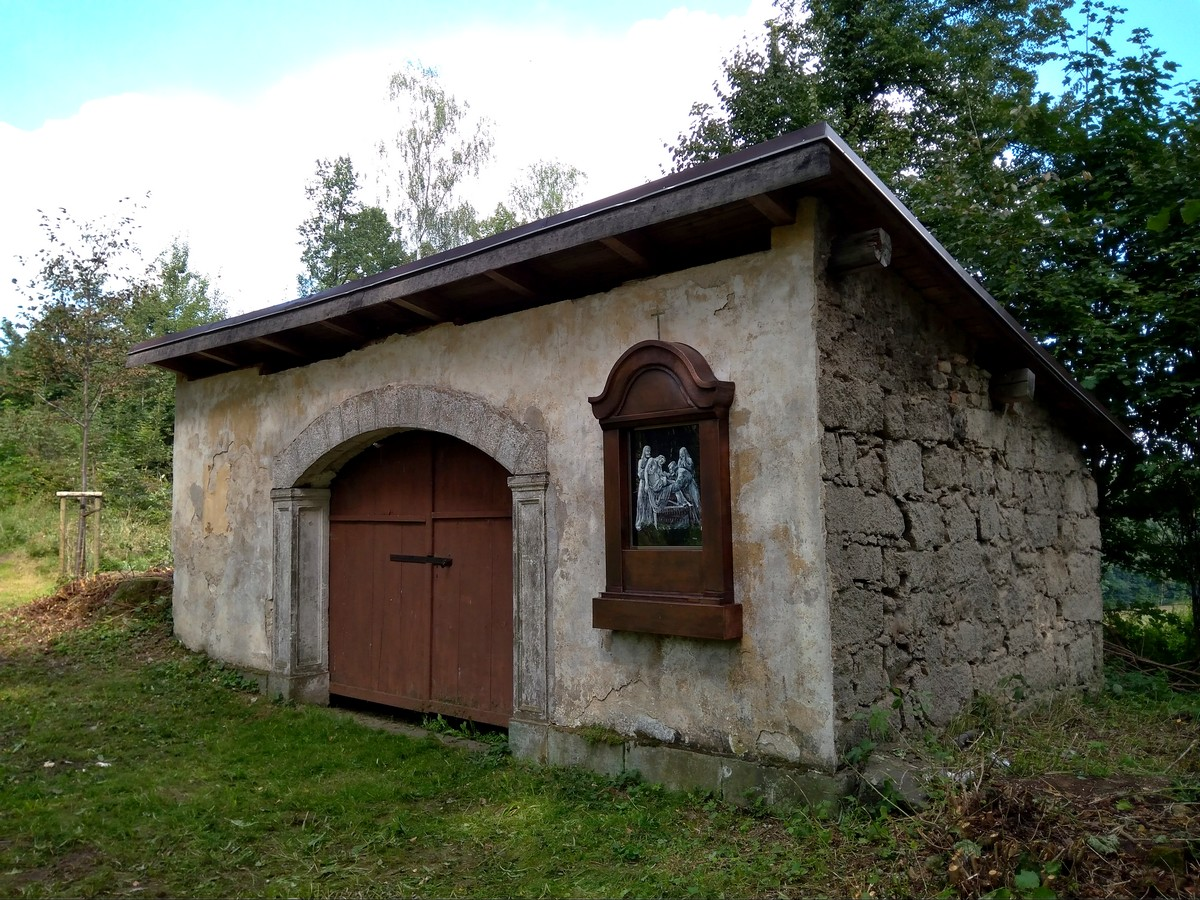
Kaple Božího hrobu
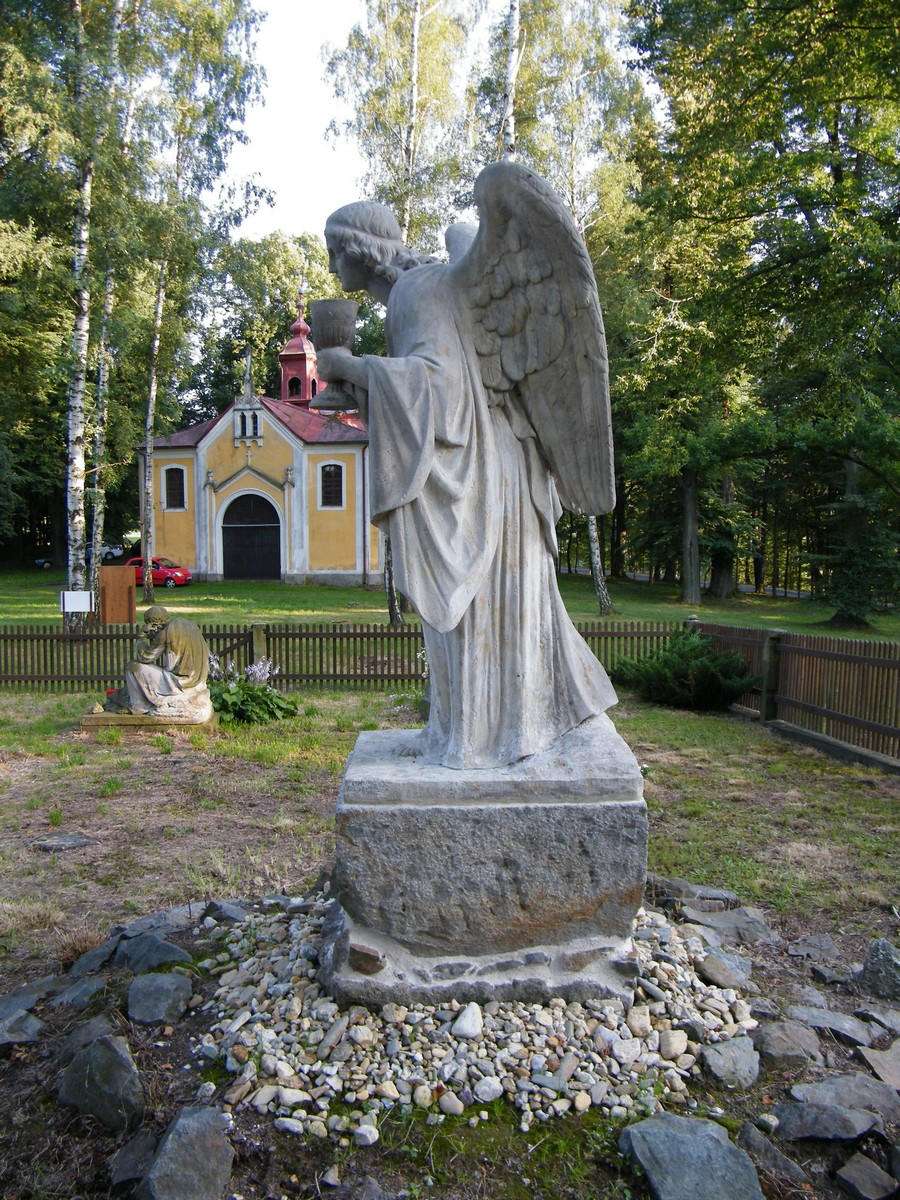
Anděl s kalichem
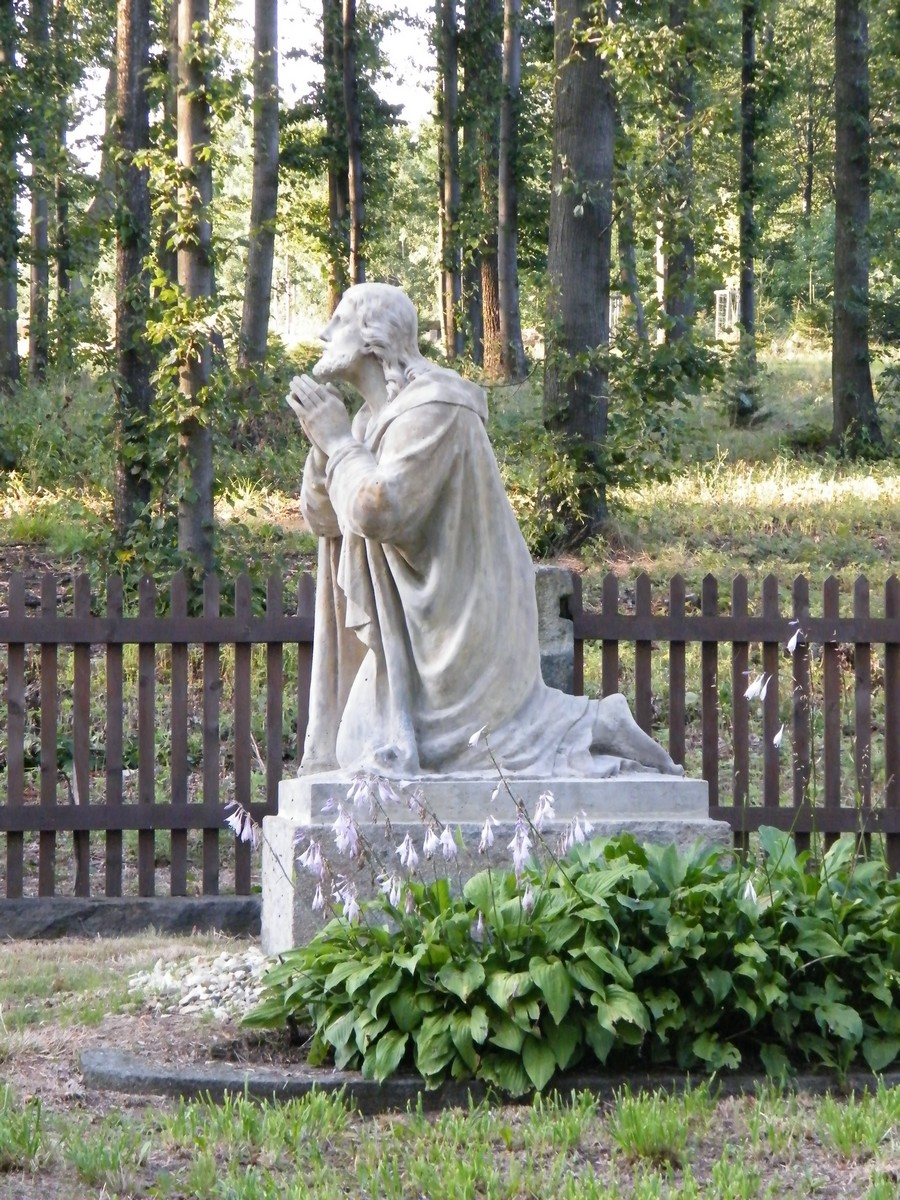
Ježíš Kristus
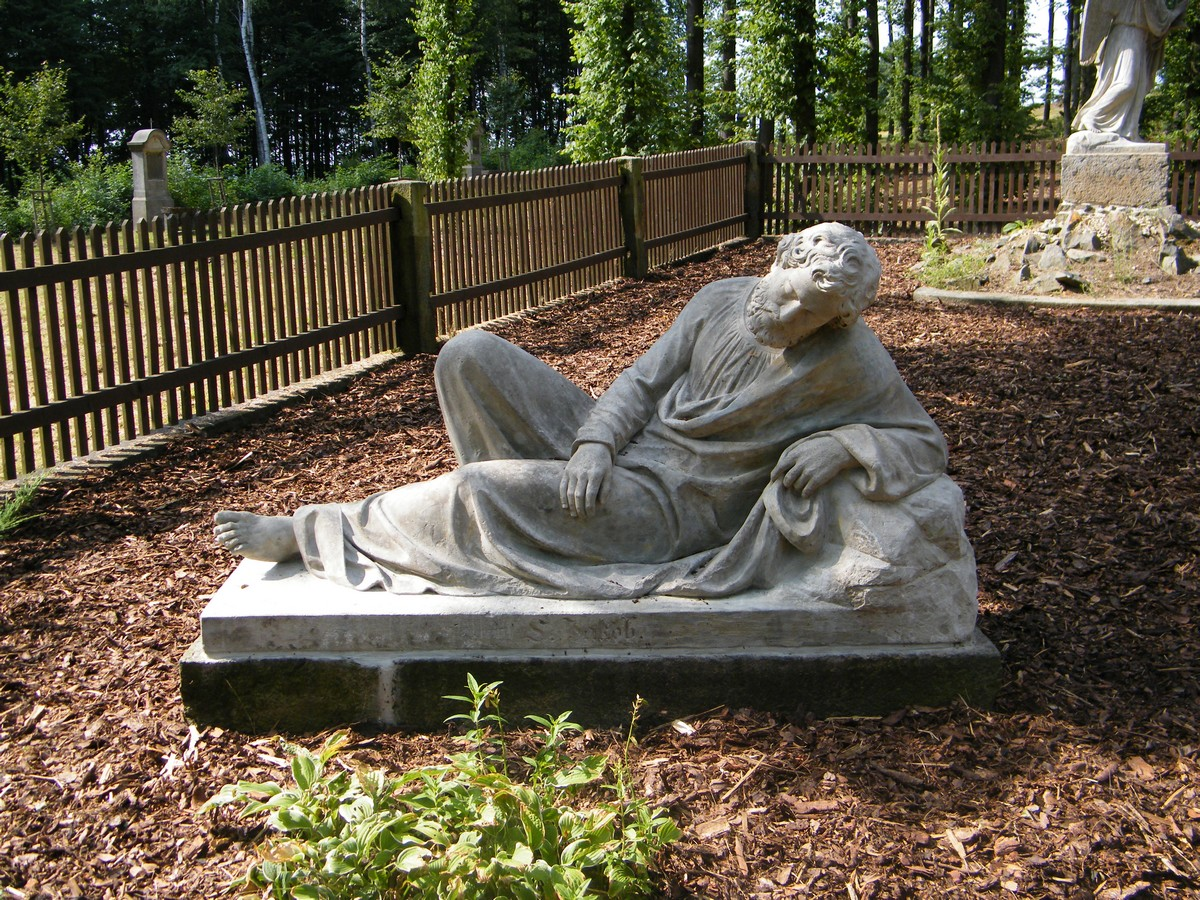
Svatý Jakub
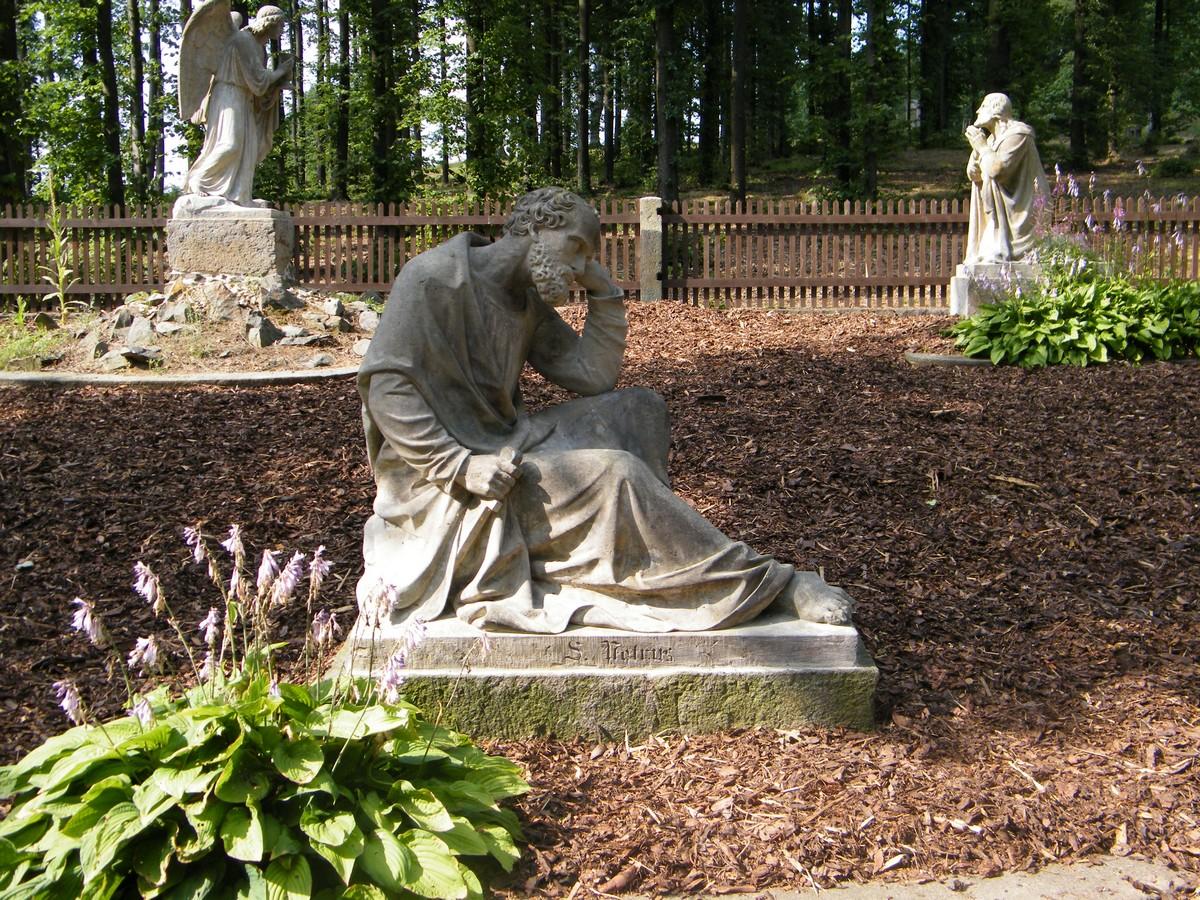
Svatý Petr
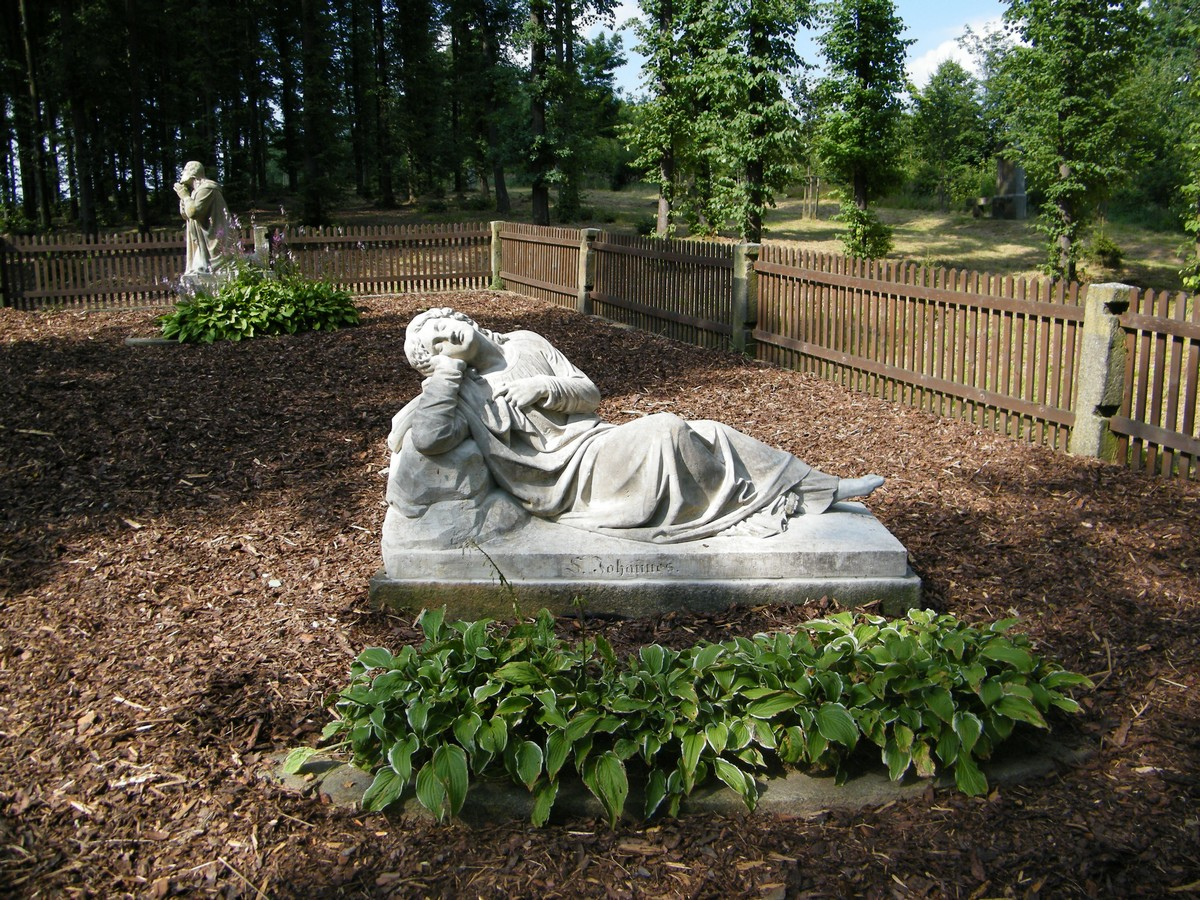
Svatý Jan Evangelista
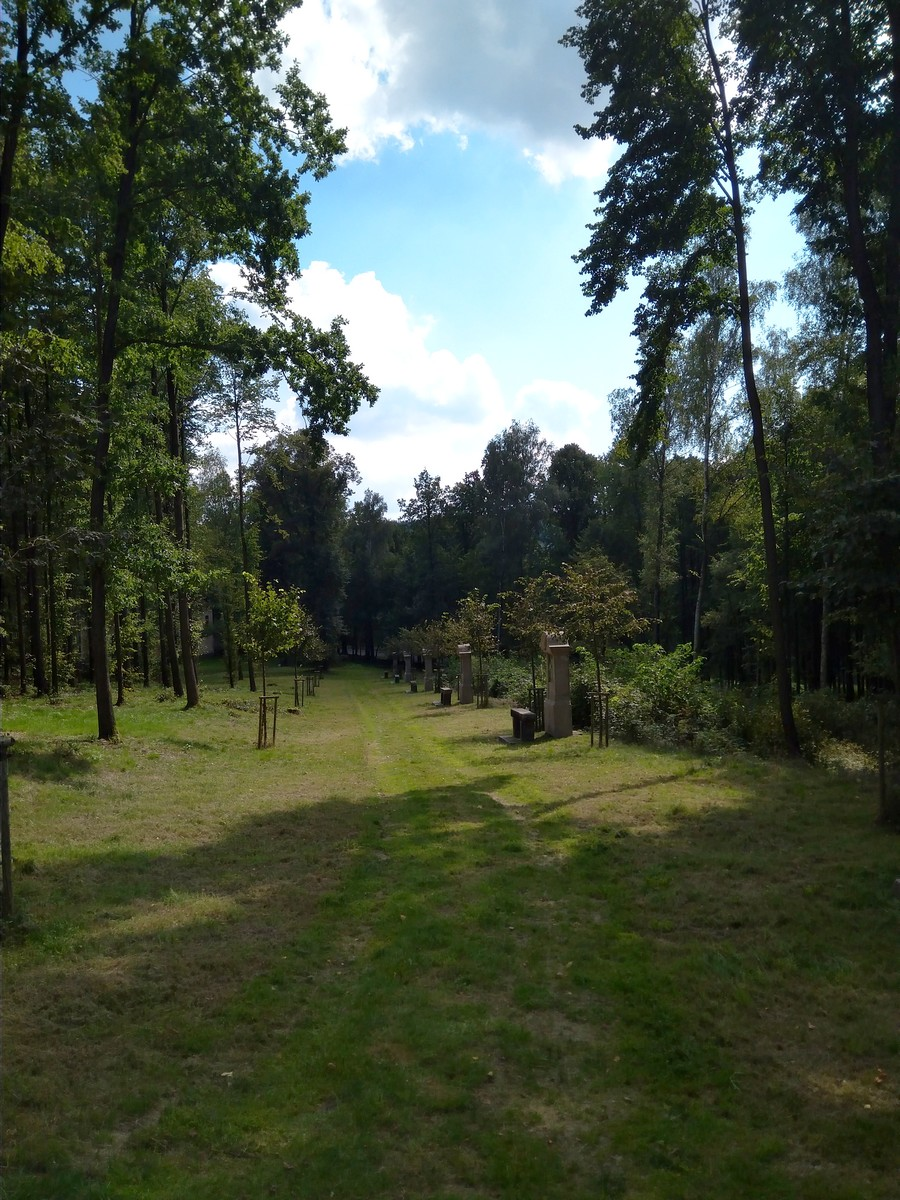
Pohled na křížovou cestu
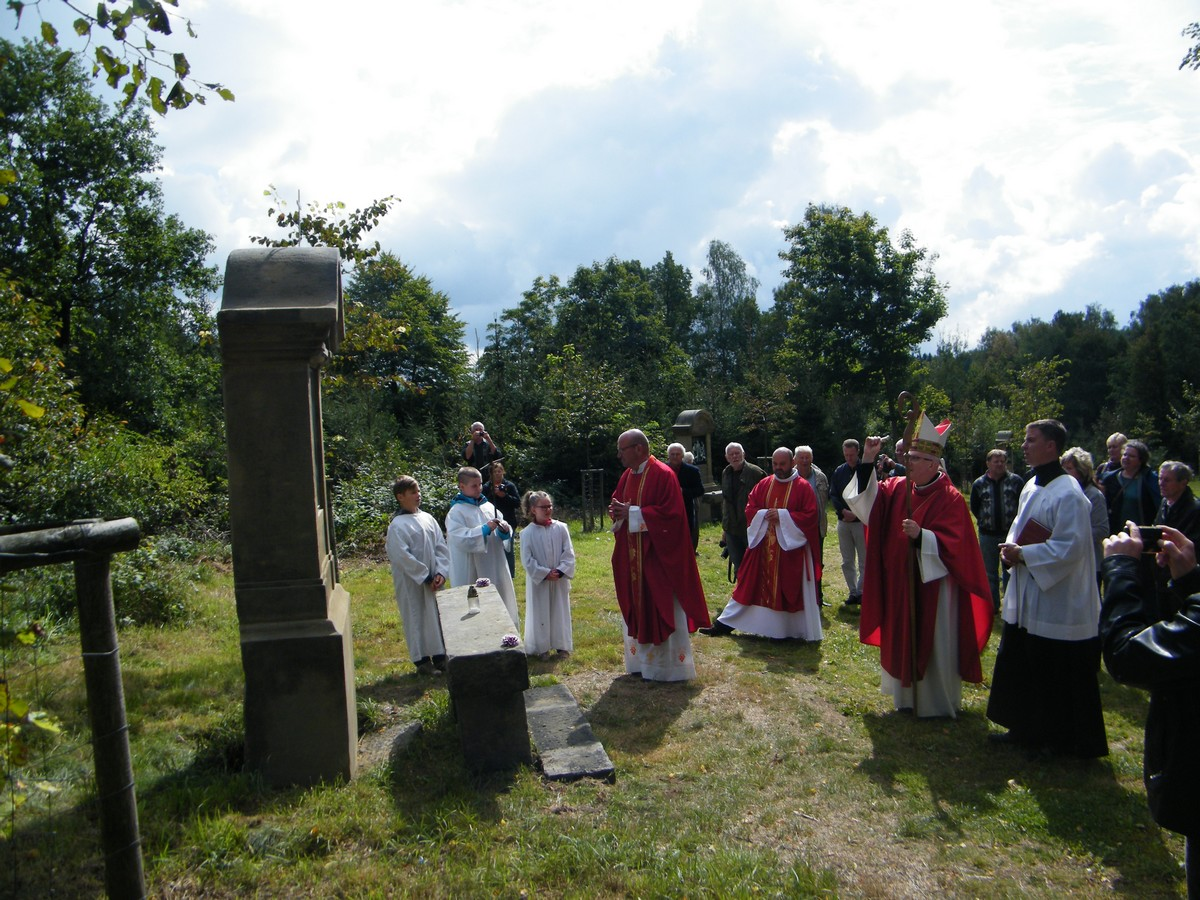
Žehnání opravené křížové cesty